# Abeja buitre
Las abejas buitre, también conocidas como abejas carroñeras, son un pequeño grupo de tres especies de abejas sin aguijón de América del Sur estrechamente relacionadas del género Trigona que se alimentan de carroña. Las abejas buitre producen una sustancia parecida a la miel que no se deriva del néctar, sino de secreciones ricas en proteínas de las glándulas hipofaríngeas de las abejas. Es probable que estas secreciones se deriven de la dieta de las abejas, carroña que se come fuera del nido. Este comportamiento inusual se descubrió en 1982, casi dos siglos después de que las abejas fueran clasificadas por primera vez.

## Taxonomía
Las tres especies de este grupo son:
- Trigona crassipes[2]
- Trigona necrophaga[3]
- Trígona hipogea[4]

## Ecología y comportamiento
Las abejas buitre, al igual que los gusanos, suelen entrar en el cadáver a través de los ojos. Luego hurgan en el interior recolectando la carne adecuada a sus necesidades. La abeja buitre expele saliva sobre la carroña y luego la consume, almacenando la carne en su buche. Cuando regresa a la colmena, esta carne es regurgitada y procesada por una abeja obrera, que luego vuelve a secretar las proteínas resultantes como una sustancia comestible resistente a la descomposición que se asemeja a la miel. Estas secreciones ricas en proteínas se colocan luego en recipientes en forma de olla dentro de la colmena hasta que llega el momento de alimentar a las abejas inmaduras. Las secreciones reemplazan el papel del polen en la dieta de las abejas, ya que las abejas buitre carecen de adaptaciones para transportar el polen y las reservas de polen están ausentes de sus nidos.